# جون بويل (لاعب كرة قدم بريطاني)
جون بويل (بالإنجليزية: John Boyle)‏ (25 ديسمبر 1946 في المملكة المتحدة - ) هو مدرب كرة قدم ولاعب كرة قدم بريطاني في مركز الوسط. لعب مع برايتون أند هوف ألبيون وتشيلسي ونادي ليتون أورينت وتامبا باي راوديز.

## وصلات خارجية
- جون بويل على موقع قاعدة بيانات كرة القدم.إي يو (الإنجليزية)